# Misterij
Misterij (grč. Μυστήρια) je naziv za tajni obred u starim religijama, povezan s kultom pojedinih božanstava i nastao vjerojatno iz običaja inicijacije. Takve su misterije prakticirali u drevnome Egiptu, staroj Grčkoj i Feniciji, a kasnije i u antičkome Rimu.

## Grčke misterije
Prema mitološkom vjerovanju, Orfej je utemeljio Orfejeve misterije, dok se na nekoj višoj razini smatra i utemeljiteljem Apolonovih misterija u Trakiji, Hekatinih na Egini i podzemnih Demetrinih u Sparti.
Okosnicu Orfejevih misterija čini vjerovanje u zagrobni život, a u klasičnom se razdoblju širi na uvođenje posvećenih u tajne zagrobnog života obredima, pripremajući ih za odvajanje psihe od smrtnoga tijela i na putovanje duše u Hadovo carstvo. Pravednici će uživati na Otocima blaženih, dok će krivci s ovog svijeta biti na onom drugom strogo kažnjeni. Orfejevi su misteriji rano ponudili ideal askeze i odbijanje prinošenja žrtava u krvi te su duboko vjerovali u natprirodnu moć glazbe. Takvi su misteriji, možemo ih uvjetno nazvati i rudimentarnim religijama, bili u oprečnosti s dionizijskim kultovima, upravo na način na koji se suprotstavljaju i Orfej i Dioniz, odnosno u jednoj višoj sferi Apolon i Dioniz.